# فاستر بروک (پنسیلوانیا)
فاستر بروک (به انگلیسی: Foster Brook) یک منطقهٔ مسکونی در ایالات متحده آمریکا است که در McKean County واقع شده‌است. فاستر بروک ۱٬۲۵۱ نفر جمعیت دارد.